# Jean-Christophe Boullion
Jean-Christophe Boullion, född 27 december 1969 i Saint-Brieuc, är en fransk racerförare.

## Racingkarriär
Boullion tävlade i formel 1 för Sauber säsongen 1995. Han körde i BTCC i en Renault Laguna tillsammans med Jason Plato 1999.

## F1-karriär
| Säsong | Stall/Tillverkare | Poäng | Placering |
| ------ | ----------------- | ----- | --------- |
| 1995   | Sauber-Ford       | 3     | 16        |